# Black Bluff
Das Black Bluff ist ein Kliff aus schwarzem Basalt am südlichen Ende der Daniell-Halbinsel an der Borchgrevink-Küste des ostantarktischen Viktorialands. Es ragt an der Südseite des Mount Lubbock auf.
Wissenschaftler einer von 1957 bis 1958 durchgeführten Kampagne im Rahmen der New Zealand Geological Survey Antarctic Expedition benannten es nach seiner Färbung.